# Szoftvertervezés
A szoftvertervezés az az eljárás, ahol a szerző létrehoz egy szoftvertermék specifikációt, melynek lényege különböző célok elérése, primitív összetevők felhasználásával és korlátozásoknak alávetve. A szoftverfejlesztés utalhat "az összes tevékenységre, amely a komplex rendszerek fogalmának megfogalmazásában, kialakításában, megvalósításában, üzembe helyezésében és végső soron átalakításában", vagy "a követelmények specifikációját követő és a programozás előtti tevékenységekre vonatkozik, mint egy stilizált szoftverfejlesztési folyamat."
A szoftvertervezés általában magában foglalja a problémamegoldást és a szoftvermegoldás tervezését. Ez magában foglalja mind az alacsony szintű összetevők és algoritmusok kialakítását, mind a magas szintű architektúrák kialakítását. 

## Áttekintés
A szoftvertervezés egy vagy több problémakészlet szoftvermegoldásainak elképzelése és meghatározása. A szoftvertervezés egyik fő alkotóeleme a szoftverigény-elemzés (Software Requirements Analysis - SRA). Az SRA a szoftverfejlesztési folyamat része, amely felsorolja a szoftverfejlesztésben használt specifikációkat. Ha a szoftver "félig automatizált" vagy felhasználóközpontú, akkor a szoftvertervezés során a felhasználói élményt olyan tervezéssel kell ellátni, amely előállít egy forgatókönyvet az előírások meghatározásához. Ha a szoftver teljesen automatizált (azaz nincs felhasználó vagy felhasználói felület), akkor a szoftvertervezés olyan egyszerű lehet, mint egy folyamatábra vagy az események tervezett sorozatát leíró szöveg. Vannak félig szabványos módszerek is, mint például a Unified Modeling Language (UML) és az alapvető modellezési koncepciók. Mindkét esetben a terv néhány dokumentációja általában a terv eredménye. Ezenkívül a szoftvertervezés lehet platformfüggetlen vagy platformspecifikus, attól függően, hogy rendelkezésre áll-e a tervezéshez használt technológia. 
A szoftver-elemzés és a tervezés közötti fő különbség az, hogy a szoftverelemzés eredménye kisebb megoldandó problémákból áll. Ezenkívül az elemzést nem szabad nagyon különbözően megtervezni a különböző csoporttagok vagy csoportok között. Ezzel szemben a tervezés a képességekre összpontosít, így több terv is létezhet ugyanahhoz a problémához. A környezettől függően a formatervezés gyakran változik, függetlenül attól, hogy megbízható keretekből készül-e, vagy megfelelő tervezési mintákkal valósították meg. Tervezési példák lehetnek az operációs rendszerek, weboldalak, mobileszközök vagy akár az új felhőalapú számítástechnikai paradigma. 
A szoftvertervezés mind folyamat, mind modell. A tervezési folyamat egy lépések sorozata, amely lehetővé teszi a tervezőnek, hogy leírja a szoftver összes aspektusát az elkészítéséhez. A kreatív készség, a múltbeli tapasztalat, a "jó" szoftvert létrehozó érzés és a minőség iránti általános elkötelezettség példák az illetékes tervezés kritikus sikertényezőire. Fontos azonban megjegyezni, hogy a tervezési folyamat nem mindig egyszerű eljárás; a tervezési modell összehasonlítható az építész ház terveivel. Először az építendő dolog összességének ábrázolásával kezdődik (pl. A ház háromdimenziós renderelése); lassan finomítják a dolgot, hogy útmutatást nyújtsanak az egyes részletek felépítéséhez (pl. a vízvezeték fektetése). Hasonlóképpen, a szoftver számára létrehozott tervezési modell a számítógépes szoftver különféle nézeteit tartalmazza. Az alapvető tervezési alapelvek lehetővé teszik a szoftvermérnök számára, hogy navigáljon a tervezési folyamatban. Davis elveket javasol a szoftvertervezéshez, amelyeket adaptáltak és kibővítettek a következő listában: 
- A tervezési folyamatnak nem szabad szenvednie a "csőlátásától". Egy jó tervezőnek fontolóra kell vennie az alternatív megközelítéseket, és mindegyiket a probléma igényei, és a munka elvégzéséhez rendelkezésre álló erőforrások alapján kell megítélnie.
- A tervnek nyomon kell követnie az elemzési modellt. Mivel a tervezési modell egyetlen elemét gyakran több követelményre vezethetjük vissza, ezért rendelkezni kell egy eszközzel annak nyomon követésére, hogy a tervezési modell hogyan teljesítette a követelményeket.
- A kialakításnak nem szabad feltalálnia a kereket. A rendszereket tervezési minták halmaza alapján állítják elő, amelyek közül sokkal valószínűleg találkoztak már korábban. Ezeket a mintákat mindig a feltalálás alternatívájaként kell megválasztani. Az idő rövid és az erőforrások korlátozottak; A tervezési időt bele kell fektetni a (valóban új) ötletek ábrázolására a már létező minták integrálásával (adott esetben).
- A tervezésnek "minimalizálnia kell a szellemi távolságot" a szoftver és a probléma között, mivel ez a valós világban fennáll. Vagyis a szoftver tervezésének struktúrájának, amikor csak lehetséges, utánoznia kell a probléma tartomány szerkezetét.
- A formatervezésnek egységességet és integrációt kell mutatnia. A formatervezés egységes, ha teljesen koherensnek tűnik. Ennek az eredménynek a elérése érdekében meg kell határozni a stílus és a formátum szabályait a tervezőcsoport számára a tervezési munka megkezdése előtt. A formatervezés integrálva van, ha vigyázunk a tervezési elemek közötti interfészek meghatározására.
- A tervet úgy kell kialakítani, hogy az megfeleljen a változásoknak. A következő szakaszban tárgyalt tervezési koncepciók lehetővé teszik a tervek számára ezen elv elérését.
- A kialakítást úgy kell kialakítani, hogy enyhén romoljon, még akkor is, ha eltérő adatokkal, eseményekkel vagy működési feltételekkel találkozunk. A jól megtervezett szoftverek soha nem bombázhatnak; úgy kell megtervezni, hogy figyelembe vegye a szokatlan körülményeket, és ha meg kell szüntetnie a feldolgozást, akkor ezt kecses módon kell megtennie.
- A tervezés nem kódolás, a kódolás nem tervezés. Még akkor is, ha a program összetevőire részletes eljárási terveket készítünk, a tervezési modell absztrakciójának szintje magasabb, mint a forráskódé. A kódolási szinten hozott egyetlen tervezési döntésnek a végrehajtás apró részleteire kell vonatkoznia, amelyek lehetővé teszik az eljárási terv kódolását.
- A formatervezés minőségét a kialakításkor kell értékelni, nem pedig a tény alapján. Különböző tervezési koncepciók és tervezési intézkedések állnak rendelkezésre, hogy segítsék a tervezőt a minőség értékelésében a fejlesztési folyamat során.
- A tervezést felül kell vizsgálni a fogalmi (szemantikai) hibák minimalizálása érdekében. Időnként hajlamosak vagyunk az apró részletekre összpontosítani a terv felülvizsgálatakor. A tervező csapatnak gondoskodnia kell arról, hogy a formatervezés fő fogalmi elemeivel (mulasztások, kétértelműség, következetlenség) foglalkozzanak, mielőtt a tervezési modell szintaxisa miatt aggódnának.

## Tervezési koncepciók
A tervezési koncepciók alapot nyújtanak a szoftvertervezőnek, amelyből kifinomultabb módszerek alkalmazhatók. Alapvető tervezési koncepciók halmaza fejlődött ki. Ezek a következők: 
1. Absztrakció - Az absztrakció az általánosítás folyamata vagy eredménye azáltal, hogy egy fogalom vagy megfigyelhető jelenség információtartalmát csökkentik, tipikusan azért, hogy csak egy adott cél szempontjából releváns információkat tárolhassanak. Ez az alapvető jellemzők ábrázolása, a háttér részleteinek vagy magyarázatainak felvétele nélkül.
2. Finomítás - Ez a kidolgozás folyamata. A hierarchiát úgy alakítják ki, hogy lépésről lépésre bontják a makroszkopikus működési kimutatást, amíg el nem érik a programozási nyelvi utasításokat. Mindegyik lépésben egy adott program egy vagy több utasítását részletesebb utasításokra bontjuk. Az absztrakció és a finomítás kiegészítő fogalmak.
3. Modularitás - A szoftver architektúrája modulokra nevezett komponensekre oszlik.
4. Szoftverarchitektúra - Ez utal a szoftver általános szerkezetére és annak módjaira, amellyel ez a struktúra a rendszer fogalmi integritását biztosítja. A jó szoftver-architektúra jó megtérülést eredményez a beruházás szempontjából a projekt kívánt eredményéhez képest, pl. A teljesítmény, a minőség, az ütemterv és a költség szempontjából.
5. Vezérlőhierarchia - olyan programstruktúra, amely a programösszetevő szervezetét képviseli, és magában foglalja a vezérlési hierarchiát.
6. Strukturális particionálás - A program felépítése vízszintesen és függőlegesen is felosztható. A vízszintes partíciók a főbb programfunkciókhoz a moduláris hierarchia különálló ágait definiálják. A függőleges particionálás azt sugallja, hogy a vezérlést és a munkát felülről lefelé kell elosztani a program struktúrájában.
7. Adatstruktúra - Ez az adatok egyes elemei közötti logikai kapcsolat ábrázolása.
8. Szoftver eljárás - Az egyes modulok feldolgozására összpontosít.
9. Információ elrejtése - A modulokat meg kell határozni és úgy kell megtervezni, hogy a modulon belüli információk hozzáférhetetlenek legyenek más olyan modulok számára, amelyeknek nincs rá szükségük.

Objektummodelljében Grady Booch az absztrakciót, az egységbezárást, a modularizációt és a hierarchiát említi mint alapvető szoftvertervezési alapelveket. A PHAME rövidítést (Principles of Hierarchy, Abstraction, Modularisation, and Encapsulation) néha e négy alapelvre utal.

## Tervezési szempontok
Számos szempontot figyelembe kell venni egy szoftver tervezésénél. Az egyes szempontok fontosságának tükröznie kell azokat a célokat és elvárásokat, amelyekkel a szoftvert létrehozták, hogy megfeleljen. Néhány ilyen szempont a következő: 
- Kompatibilitás - A szoftver képes működni más termékekkel, amelyeket egy másik termékkel való együttműködésre terveztek. Például egy szoftver egy része visszamenőleg kompatibilis lehet önmagában egy régebbi verzióval.
- Bővíthetőség - Új lehetőségek adhatók a szoftverhez az alapul szolgáló architektúra jelentős változtatása nélkül.
- Modularitás - a kapott szoftver jól definiált, független komponenseket tartalmaz, ami jobb karbantarthatóságot eredményez. Az összetevőket ezután izolálva be lehet építeni és tesztelni, mielőtt integrálnák a kívánt szoftverrendszert. Ez lehetővé teszi a munka megosztását egy szoftverfejlesztési projektben.
- Hibatolerancia - A szoftver ellenálló az alkatrészek meghibásodásainak és helyreállítható azokból.
- Karbantarthatóság - A hibajavítások vagy a funkcionális módosítások egyszerűségének mérése. A magas karbantarthatóság a modularitás és a kibővíthetőség eredménye.
- Megbízhatóság (a szoftver tartóssága ) - A szoftver képes egy meghatározott funkciót meghatározott időtartamon keresztül elvégezni a megadott feltételek mellett.
- Újrafelhasználhatóság - Az a képesség, hogy a már létező szoftver némelyikét vagy mindegyik aspektusát más projektekben is felhasználjuk, kevés vagy nulla módosítással.
- Robusztus - A szoftver képes stressz alatt működni, elviseli a kiszámíthatatlan vagy érvénytelen bemeneteket. Például tervezhető úgy, hogy ellenálljon az alacsony memóriaviszonyoknak.
- Biztonság - A szoftver képes ellenállni az ellenséges cselekedeteknek és befolyásoknak.
- Használhatóság - A szoftver felhasználói felületének használhatónak kell lennie a célfelhasználó/közönség számára. A paraméterek alapértelmezett értékeit úgy kell megválasztani, hogy a felhasználók többsége számára jó választás legyen.[6]
- Teljesítmény - A szoftver a felhasználó számára elfogadható időkereten belül végzi el feladatait, és nem igényel túl sok memóriát.
- Hordozhatóság - A szoftvernek számos különféle körülményben és környezetben használhatónak kell lennie.
- Méretezhetőség - A szoftver jól alkalmazkodik az adatok, hozzáadott szolgáltatások vagy a felhasználók számának növekedéséhez.

## Szoftverfejlesztési életciklus
A rendszerfejlesztési életciklus (Software Development Life Cycle, SDLC) egy strukturált keretrendszer, amely irányítja a szoftverfejlesztési folyamatot a kezdetektől a befejezésig. Célja, hogy a szoftverfejlesztés hatékonyan történjen, megfeleljen a felhasználói igényeknek, és magas minőségi szabványoknak feleljen meg. Az SDLC a folyamatot jól meghatározott szakaszokra bontja, lehetővé téve a vállalatok számára az erőforrások optimalizálását, a költségek ellenőrzését és a kockázatok csökkentését, ezáltal megbízható és skálázható megoldásokat nyújtva.
A szoftverfejlesztési életciklus főbb lépései:
1. Tervezés (Planning): Ebben a szakaszban határozzák meg a projekt céljait, követelményeit, hatókörét, ütemtervét és költségvetését. Az érintettek együttműködnek az elvárások összehangolása, a lehetséges kihívások azonosítása és az erőforrások elosztásának megtervezése érdekében. A gondos tervezés csökkenti a kockázatokat és biztosítja a projekt hatékony előrehaladását.
2. Követelményanalízis (Requirement Analysis): Ebben a fázisban a csapat részletesen összegyűjti és elemzi a vállalat és a felhasználók pontos igényeit. A követelmények között szerepelhetnek funkcionális jellemzők, teljesítményelvárások és biztonsági szükségletek. Az érintettekkel való szoros együttműködés révén a fejlesztők részletes ütemtervet készítenek a projekt irányításához. A pontos elemzés biztosítja, hogy minden követelmény összhangban legyen az üzleti célokkal, segítve olyan szoftver létrehozását, amely valódi problémákat old meg.
3. Tervezés (Design): A tervezési fázis során a követelményeket olyan cselekvési tervekké alakítják, amelyek iránymutatást nyújtanak a fejlesztéshez. A fejlesztők és az architektek megtervezik a rendszer architektúráját, adatbázis-struktúráját, felhasználói felületeit és egyéb technikai komponenseit. A magas szintű tervek áttekintést nyújtanak a rendszerről, míg a részletes tervek meghatározzák a pontos megvalósítási módszereket. Ez a fázis biztosítja, hogy a szoftver skálázható, hatékony és összhangban legyen az üzleti célokkal. A szilárd tervezés minimalizálja az utólagos módosítások szükségességét és megalapozza a sikeres fejlesztést.
4. Megvalósítás (Implementation vagy Coding): Ebben a szakaszban a fejlesztők a tervezési specifikációk alapján megírják a tényleges kódot. A csapatok tiszta, funkcionális és karbantartható kódot hoznak létre, amely életre kelti a tervezett funkciókat. A legjobb gyakorlatok, mint például a moduláris fejlesztés és a kódátvizsgálások alkalmazásával biztosítják a minőséget és a hatékonyságot. A megfelelő fejlesztési megközelítéssel ez a fázis zökkenőmentesen halad a koncepciótól a valóságig, olyan szoftvert szállítva, amely megfelel a teljesítménykövetelményeknek.
5. Tesztelés (Testing): A tesztelés kritikus fázis, amely során a szoftver szigorú minőségbiztosításon megy keresztül a hibák vagy következetlenségek azonosítása és kijavítása érdekében. A fejlesztők vagy dedikált tesztelők különböző típusú teszteket végeznek, beleértve a funkcionális, teljesítmény-, biztonsági és használhatósági teszteket. Ez biztosítja, hogy a szoftver minden követelménynek megfeleljen és megbízhatóan működjön valós körülmények között. Az alapos tesztelés megelőzi a költséges problémákat a bevezetés után, növelve a felhasználói elégedettséget és a rendszer stabilitását.
6. Telepítés (Deployment): Miután a tesztelés befejeződött és a szoftver megfelel a minőségi mércéknek, azt éles környezetbe telepítik. Ez a fázis magában foglalja a szoftver telepítését a végfelhasználók számára és a zökkenőmentes átállás biztosítását. A telepítés szakaszosan is történhet, pilot bevezetések vagy fokozatos indulások formájában, a kockázatok minimalizálása és a visszacsatolás gyűjtése érdekében.

## Modellező nyelv
A modellező nyelv minden olyan mesterséges nyelv, amely felhasználható információk, ismeretek vagy rendszerek kifejezésére egy struktúrában, amelyet egységes szabályrendszer határoz meg. Ezeket a szabályokat az összetevők értelmezésére használják a szerkezeten belül. A modellező nyelv lehet grafikus vagy szöveges. Példák a szoftvertervezés grafikus modellezési nyelveire: 
- Szerkezetleíró nyelv (ADL) egy olyan nyelv leírására ami képviseli az architektúráját egy szoftverrendszernek.
- Az üzleti folyamatok modellezési notációja (BPMN) egy példa a folyamatmodellezési nyelvre.
- Az EXPRESS és az EXPRESS-G (ISO 10303-11) egy általános szabvány általános célú adatmodellezési nyelv.
- Az kiterjesztett vállalati modellezési nyelvet (EEML) általában használják az üzleti folyamatok modellezésére több rétegben.
- A folyamatábrák algoritmusok vagy más lépésről lépésre történő sematikus ábrázolások.
- Az Fundamental Modeling Concepts (FMC) a szoftverintenzív rendszerek modellezési nyelve.
- Az IDEF egy modellezési nyelvcsalád, amelyek közül a legjelentősebb az IDEF0 a funkcionális modellezéshez, az IDEF1X az információs modellezéshez és az IDEF5 az ontológiák modellezéséhez.
- A Jackson Strukturált Programozás (JSP) egy olyan módszer a strukturált programozáshoz, amely az adatfolyam és a program struktúrájának összefüggésein alapszik.
- A LePUS3 objektumorientált vizuális formatervezési nyelv és formális specifikációs nyelv, amely elsősorban nagy objektumorientált (Java, C++, C # ) programok és tervezési minták modellezésére alkalmas.
- Az Unified Modeling Language (UML) egy általános modellezési nyelv, amely leírja a szoftvert mind szerkezetileg, mind viselkedésbeli szempontból. Grafikus jelöléssel rendelkezik, és lehetővé teszi a profil (UML) kiterjesztését.
- Az ötvözet (specifikációs nyelv) egy általános célú specifikációs nyelv a szoftverrendszer komplex szerkezeti korlátainak és viselkedésének kifejezésére. Tömör nyelvi alapot nyújt az elsőrendű relációs logikáról.
- A rendszerek modellezési nyelve (SysML) egy új általános célú modellezési nyelv a rendszerek tervezéséhez.
- Szolgáltatásorientált modellezési keret (SOMF)[8]

## Tervezési minták
A szoftvertervező azonosíthat egy olyan tervezési problémát, amelyet a múltban már észrevettek, és talán meg is megoldottak mások. A közös probléma megoldását leíró sablont vagy mintát tervezési mintának hívják. Az ilyen minták újbóli felhasználása felgyorsíthatja a szoftverfejlesztési folyamatot.

## Technika
Azért nehéz a "tervezés" kifejezést a szoftverrel kapcsolatban használni, mert néhány esetben a program forráskódja a kiadott program terve is. Amennyiben ez igaz, a "szoftvertervezés" a formatervezés tervezésére vonatkozik. Edsger W. Dijkstra a szemantikai szintek ilyen rétegződését a számítógépes programozás "radikális újdonságának" nevezi és Donald Knuth a TeX írása során szerzett tapasztalatainak segítségével leírta a program megtervezésének kísérletének hiábavalóságát annak végrehajtása előtt: 

„A TEX egy nagy kudarc lenne, ha csak meghatároztam volna, és nem vettem volna teljes mértékben részt annak kezdeti végrehajtásában. A végrehajtás folyamata állandóan váratlan kérdésekhez és új ismeretekhez vezetett arról, hogyan lehetne javítani az eredeti specifikációt.”

## Használat
A szoftvertervezési dokumentáció felülvizsgálható vagy bemutatható, hogy lehetővé váljon a korlátozások, a specifikációk és a követelmények kiigazítása a számítógépes programozás előtt. Az újratervezés bekövetkezhet egy programozott szimuláció vagy prototípus áttekintése után. Lehetőség van szoftver fejlesztésére a programozás során, terv vagy követelmény elemzés nélkül, de összetettebb projektek esetében ez nem lenne megvalósítható. A programozás előtt egy külön tervezés lehetővé teszi a multidiszciplináris tervezőknek és a téma szakértőinek számára, hogy együttműködjenek magasan képzett programozókkal a szoftverek számára, amelyek hasznosak és technikai szempontból is megfelelnek. 

## Fordítás
Ez a szócikk részben vagy egészben  a   Software design című angol Wikipédia-szócikk ezen változatának fordításán alapul.  Az eredeti cikk szerkesztőit annak laptörténete sorolja fel. Ez a jelzés csupán a megfogalmazás eredetét és a szerzői jogokat jelzi, nem szolgál a cikkben szereplő információk forrásmegjelöléseként.

## Kapcsolódó szócikk
- Szoftverfejlesztés